# لینا المانو
لینا المانو (انگلیسی: Lina Allemano؛ زادهٔ ۲۰ اکتبر ۱۹۷۹) موسیقی‌دان است.